# 费兰 (地区)
费兰（法語：Ferrain，法語發音：[fɛʁɛ̃]）是法国上法蘭西大區北部省的一个传统地区，位于里尔东北部，与比利时接壤。